# Херберт, Гордон
Гордон Уолтер Герберт (англ. Gordon Walter Herbert; род. 16 февраля 1959, Пентиктон, Британская Колумбия) — канадский и финский баскетболист и тренер. Был назначен главным тренером сборной Германии в 2021 году и привёл её к бронзовым медалям на чемпионате Европы 2022 года, к золоту чемпионата мира 2023 года и 4 месту на Олимпиаде 2024 года в Париже. Имеет также гражданство Финляндии, благодаря долгой карьере в качестве игрока и тренера финских баскетбольных команд.

## Карьера

### Игровая карьера
Родился и рос в городе Пентиктон, Британская Колумбия, Канада. Учился в Айдахском университете и его колледже, играя за университетскую команду под руководством Дона Монсона.
После колледжа, переехал в Финляндию и играл 12 лет за местные финские команды, за что получил второе гражданство. Карьеру игрока закончил в 1994 году.
Гордон Херберт много лет играл за сборную Канады по баскетболу и в её составе был на Олимпийских играх 1984 и на Чемпионате мира по баскетболу 1986.

### Тренерская карьера

#### Финляндия
В 1994 году Херберт начал работать в качестве тренера финской команды «Корихайт». В 1996 году переквалифицировался в главного тренера более статусного финского клуба «Эспоо Хонка».

#### Первый немецкий период
В 1999 году переехал в чемпионат Германии тренировать разные немецкие клубы «Оберварт Ганнерс», «С.Оливер Вюрцбург» и «Скайлайнерс».

#### Франция и Греция
С 2004 по 2006 год тренировал французский клуб «Париж Баскет Рэйсинг» («ПБР»). В 2005 году совмещал эту должность, будучи тренером национальной сборной Грузии. В 2006 году переквалифицировался в главного тренера более статусного французского клуба «По-Ортез». Спустя год проработал один сезон в греческом клубе «Арис».

#### Торонто Рэпторс
В 2008 году проработал год в НБА ассистентом главного тренера «Торонто Рэпторс».

#### Возвращение в Европу
Поменял ещё несколько европейских команд. С третьего захода, целых семь лет успешно возглавлял «Скайлайнерс», с которым стал чемпионом Кубка Европы ФИБА. После успешного сезона был назван тренером года в Германии.

#### Автодор
В 2020 году присоединился к российскому баскетбольному клубу «Автодор» из города Саратов. В марте 2021 года расторг контракт по обоюдному согласию.

#### Сборная Германии
С 2021 года является главным тренером Сборной Германии и привёл её к бронзовым медалям на чемпионате Европы 2022 года и к золоту чемпионата мира 2023 года.

## Достижения
- Победитель чемпионата мира: 2023
- Обладатель Кубка ФИБА: 2015/16
- Чемпион Финляндии (4): 1996/97, 1997/98, 1998/99, 2009/10